# إيثار (اسم)
إِيْثَار هو اسم علم مذكر ومؤنث من أصل عربي، ومعناه هو حب الغير وإرادة الخير له وتفضيله على النفس.

## شخصيات تحمل الاسم
- إيثار الكتاتني

- إيثار الحق قاسمي

- ايثار جبارة